# 杰弗里·兰迪斯
杰弗里·兰迪斯（Geoffrey A. Landis，1955年5月28日—），美国科学家、科幻小说作家。美国国家航空航天局（NASA）约翰格伦研究中心的光电能及太空环境研究专家。

## 生平
1955年出生于底特律，毕业于麻省理工学院和布朗大学。1997年参与的火星探路者（Mars Pathfinder）计划、担任火星2003年探测漫游者（Mars 2003 Exploration Rovers）计划的入选成员。2000年出版了自己的第一部长篇科幻小说《火星穿越》。